# Зелень (Ровненская область)
Зелень (укр. Зелень) — село, входит в Сварицевичский сельский совет Дубровицкого района Ровненской области Украины.
Население по переписи 2001 года составляло 639 человек. Почтовый индекс — 34120. Телефонный код — 3658. Код КОАТУУ — 5621886902.

## Местный совет
34120, Ровненская обл., Дубровицкий р-н, с. Сварицевичи, ул. Шевченко, 37.